# Gare de Montpon-Ménestérol
La gare de Montpon-Ménestérol  est une gare ferroviaire française de la ligne de Coutras à Tulle, située sur le territoire de la commune de Montpon-Ménestérol, à proximité du centre ville, dans le département de la Dordogne en région Nouvelle-Aquitaine.
Elle est mise en service en 1857 par la Compagnie du chemin de fer de Paris à Orléans (PO). C'est une gare de la Société nationale des chemins de fer français (SNCF), desservie par des trains TER Nouvelle-Aquitaine.

## Situation ferroviaire
Établie à 44 m d'altitude, la gare de Montpon-Ménestérol  est située au point kilométrique (PK) 23,932 de la ligne de Coutras à Tulle, entre les gares ouvertes de Saint-Seurin-sur-l'Isle et de Mussidan.

## Histoire

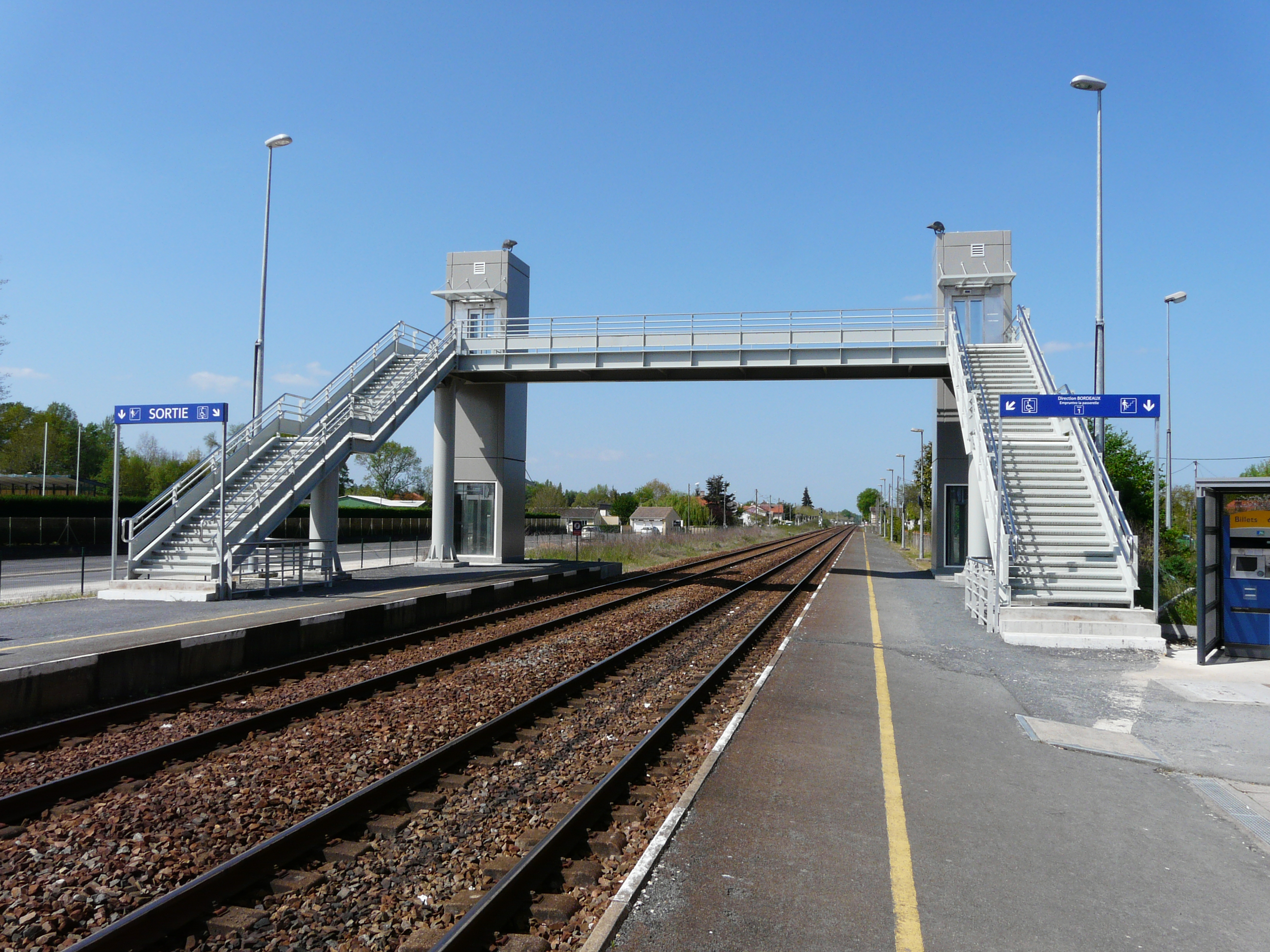
Les voies en gare de Montpon-Ménestérol.

Les travaux du chemin de fer de Coutras à Périgueux et de la station de Montpon, l'une des huit stations intermédiaires, sont effectués par la Compagnie du chemin de fer Grand-Central de France de 1855 à 1856. Après la faillite de la compagnie du Grand-Central, la fin des travaux et la mise en service, le 20 juillet 1857, de la ligne et de la station de Montpon sont effectués par la Compagnie du chemin de fer de Paris à Orléans.
La recette annuelle de la gare de « Montpont » est de 107 314 francs en 1881 et de 117 526 francs en 1882.
Réseau ferré de France (RFF), met en service une passerelle piétonne, pour le franchissement des voies et le passage d'un quais à l'autre, le 11 octobre 2011. Il s'agit d'un investissement d'environ un million d'euros, réservé aux gares qui ont suffisamment de transit quotidien, ce qui est le cas de Montpon-Ménestérol avec une moyenne d'environ 500 voyageurs par jour. Cette passerelle est équipée de deux ascenseurs, pour huit personnes, elle permet une amélioration de la sécurité, par rapport au passage planchéié, et une amélioration du confort des voyageurs. 

## Fréquentation
La fréquentation de la gare est détaillée dans le tableau ci-dessous :
|                           | 2015    | 2016    | 2017    | 2018    | 2019    | 2020    | 2021    | 2022    | 2023    |
| ------------------------- | ------- | ------- | ------- | ------- | ------- | ------- | ------- | ------- | ------- |
| Voyageurs                 | 134 378 | 137 303 | 139 407 | 128 349 | 162 574 | 110 935 | 139 080 | 170 416 | 180 284 |
| Voyageurs + non voyageurs | 167 973 | 171 629 | 174 259 | 160 437 | 203 218 | 138 669 | 173 851 | 213 020 | 225 355 |

## Service des voyageurs

### Accueil
Gare SNCF, elle dispose d'un bâtiment voyageurs, avec guichet, ouvert tous les jours. Elle est équipée d'automates pour l'achat de titres de transport.
Une passerelle piétonne, avec escaliers et ascenseurs, permet la traversée des voies et le passage d'un quai à l'autre.

### Desserte
Montpon-Ménestérol est desservie par des trains TER Nouvelle-Aquitaine, qui effectuent des missions entre les gares de Bordeaux-Saint-Jean et Périgueux.

### Intermodalité
Un parc pour les vélos et un parking pour les véhicules y sont aménagés.